# تری‌بوتیل فسفات
تری‌بوتیل فسفات (به انگلیسی: Tributyl phosphate) یک ترکیب شیمیایی با شناسه پاب‌کم ۳۱۳۵۷ است. 